# Leptelmis parallela
Leptelmis parallela is een keversoort uit de familie beekkevers (Elmidae). De wetenschappelijke naam van de soort werd in 1962 gepubliceerd door Nomura.